# كونفرسوس

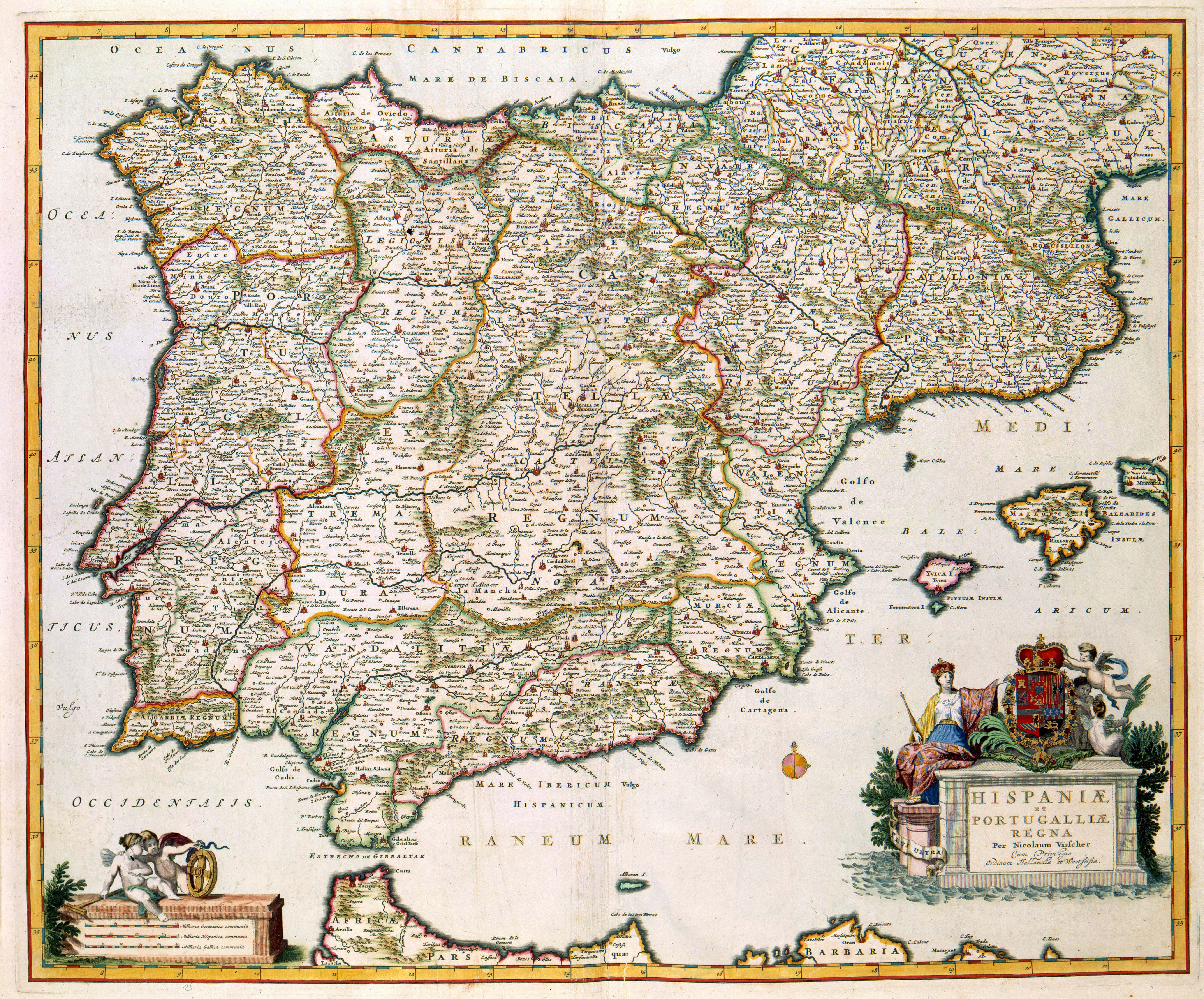

الكونفرسوس (بالإسبانيَّة: converso؛ بالكتالانيَّة: convers) هو مصطلح يعني المتحولين ويشير في الدرجة الأولى إلى اليهود وذريتهم الذي اعتنقوا المسيحية الكاثوليكية في إسبانيا أو البرتغال، وخاصًة خلال القرنين الرابع عشر والخامس عشر. تحول غالبية اليهود في إسبانيا إلى المسيحية نتيجة للمذابح في 1391. والبقية من اليهود الذين اختاروا البقاء يهودًا طردوا عقب مرسوم الحمراء في عام 1492. وخلافًا للممالك الإيبيرية الأخرى، لم تتأثر كثيرًا البرتغال من موجات الشغب. هناك، في عام 1497 أزدادت أعداد المسيحيين الجدد مع اجبار المسلمون واليهود التحول للمسيحية أو مواجهة الطرد. وتشير التقديرات إلى أنّ حوالي مليون مسلم مورو أو من المورسكيون تحول إلى المسيحية. وتشير احصائيات أخرى إلى أن ما بين 100,000–200,000 يهود تحوّل للمسيحية في القرن الخامس عشر.
وظهرت مصطلحات أخرى لوصف مجتمعات المسيحيين الجدد مثلًا أطلق على المسلمين الذي تحولوا إلى المسيحية باسم المورسكيون؛ في حين أطلق على اليهود المتحولين للمسيحية باسم المارانوس. لعب الكونفرسوس دورًا هامًا في الثورة شعبية والحرب الأهلية التي تركزت في منطقة قشتالة ضد طموحات الإمبريالية والنظام الملكي الإسباني المتمثل في الملك كارلوس الخامس.
اليوم حوالي 19.3% من الإسبان الكاثوليك هم سليلي أسر يهودية سفاردية تحولت للمسيحية، و10.6% هم سليلي أسر شمال أفريقية مسلمة تحولت للمسيحية.